# مرلي جاي إسحاق
مرلي جاي إسحاق (بالإنجليزية: Merle J. Isaac)‏ هو عالم موسيقى وملحن أمريكي، ولد في 12 أكتوبر 1898 في بيونير في الولايات المتحدة، وتوفي في 11 مارس 1996 في ديس بلينس في الولايات المتحدة.

## وصلات خارجية
- مرلي جاي إسحاق على موقع ميوزك برينز (الإنجليزية)